# Intrigan
Intrigan (Интриган) è un film del 1935 diretto da Jakov Urinov.